# Ebrahim Nafae
Ebrahim Nafae (arabski: إبراهيم نافع) (ur. 12 stycznia 1934 w Suezie, zm. 1 stycznia 2018 w Dubaju) – egipski dziennikarz.

## Życiorys
W 1956 ukończył studia na Uniwersytecie Ajn Szams i rozpoczął pracę jako korespondent Reutersa. W latach 1979–2005 pracował jako redaktor czasopisma Al Ahrama, a od 1996 do 2012 pełnił funkcję przewodniczącego Ogólnego Związku Dziennikarzy Arabskich.
Po rewolucji w Egipcie w 2011 obawiał się aresztowania i wyjechał z kraju. W ostatnich latach życia chorował na raka. Leczył się we Francji i Zjednoczonych Emiratach Arabskich.
Zmarł 1 stycznia 2018 w Dubaju.